# エルサレム大使館法
エルサレム大使館法（エルサレムたいしかんほう、英: Jerusalem Embassy Act）は在イスラエルアメリカ合衆国大使館をエルサレムに設置することを規定したアメリカ合衆国の法律。

## 概要
1995年10月24日にアメリカ連邦議会の上下院でテルアビブに置いている駐イスラエル大使館をエルサレムに移転して設置することを規定した法律が可決された。
ビル・クリントンアメリカ合衆国大統領はこの法案に反対していたが、連邦議会での法案修正の過程で「大統領はアメリカの国家安全保障上の利益を守る必要がある場合は6ヶ月おきに移転を延期できる」とする文言が付加されたことで議員の多くが賛成に回り、大統領が拒否権を覆せる圧倒的多数で可決された。
1967年の第三次中東戦争以降イスラエルは東エルサレムを占領し、1980年にイスラエル議会は統一エルサレムを不可分・永遠の首都とするエルサレム基本法を制定したことについて、国際社会はイスラエルとパレスチナの境界線と国際社会から認知されている第一次中東戦争における1949年時の停戦ライン（グリーンライン）をイスラエルは無視しているとして、それに対抗する形で1980年8月20日に国連安保理で「エルサレムに外交使節を設立した国は使節をエルサレムから撤収させる」旨の文言が盛り込まれた国際連合安全保障理事会決議478が採択されたことから、その趣旨に反するアメリカの大使館エルサレム法についてアラブ諸国を含めた国際社会が反発した。ヤーセル・アラファートPLO議長は「可決に驚いている。和平プロセスへの完全な逆行で、パレスチナ人民の名においてこれを拒否する。」と、シリアも政府系紙で「公平な調停役としてのアメリカの役割に矛盾する」とそれぞれ非難した。
この法案がアメリカ連邦議会で可決された理由については「次回選挙を控えてユダヤ人票の顔色をうかがった」という見方が多かった。

1996年から2016年までのアメリカ合衆国大統領（ビル・クリントン、ジョージ・W・ブッシュ、バラク・オバマ）はいずれも国家安全保障上の懸念を理由に大使館の移転を6ヶ月ごとに延期してきた。2017年1月にアメリカ合衆国大統領に就任したドナルド・トランプは同年6月に1度は大使館移転を6ヶ月延期したが、同年12月に延期せずに大使館をエルサレムに移転することを表明し、2018年5月14日に大使館をテルアビブからエルサレムに移転した。